# بوكابوكا

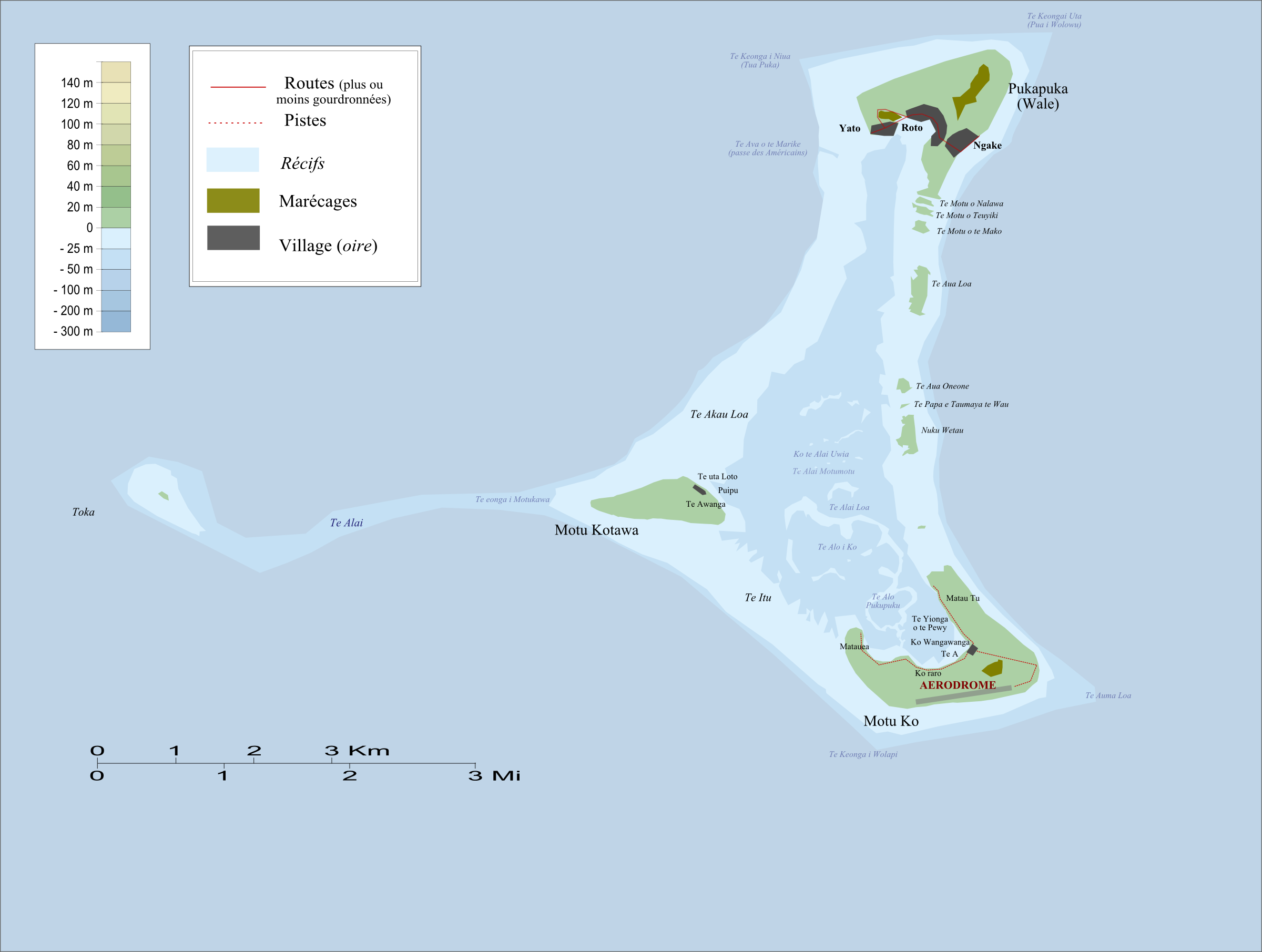
خريطة جزيرة بوكابوكا المرجانية

بوكابوكا (بالإنجليزية: Pukapuka) التي كانت تُعرف سابقًا باسم جزيرة الخطر (Danger Island)، هي جزيرة مرجانية (أتول) تقع في المجموعة الشمالية من جزر كوك في المحيط الهادئ. وتُعد واحدة من أبعد الجزر النائية ضمن أرخبيل جزر كوك، حيث تقع على بُعد نحو 1,140 كيلومترًا (708 أميال) شمال غرب راروتونغا، العاصمة الرئيسية للجزر. وعلى الرغم من صغر مساحتها، فقد حافظت الجزيرة على ثقافة تقليدية عريقة ولغة محلية فريدة من نوعها تم تناقلها عبر قرون طويلة دون انقطاع. يبلغ عدد سكان بوكابوكا حوالي 400 نسمة.

## الروابط الخارجية
- موقع جزر كوك نسخة محفوظة 4 February 2012 على موقع واي باك مشين.
- صور للأضرار التي سببها إعصار بيرسي نسخة محفوظة 4 February 2012 على موقع واي باك مشين.